# Mòmol d'Usès
Mòmol d'Usès fou bisbe d'Usès a la segona meitat del segle vii. Vers el 660 el bisbe sant Eloi de Noyon hauria fet una visita a Provença i va passar per Usès on encara era bisbe Aurelià que el va rebre amb honors. Poc després Aurelià fou succeït per Mòmol, durant el bisbat del qual un altre bisbe notable va visitar Usès (662), Amand de Maastricht, anant o tornant de Gascunya on hauria tractat de convertir als vascons al nord dels Pirineus, i durant el qual hauria fundat un monestir en terres cedides per Khilderic II d'Austràsia (662-675) al lloc de Nant, que Devic i Vaisette situen al Roergue. Mòmol es va oposar a la construcció del monestir i va enviar assassins per eliminar el sant que van fracassar en la seva tasca.